# Ráby

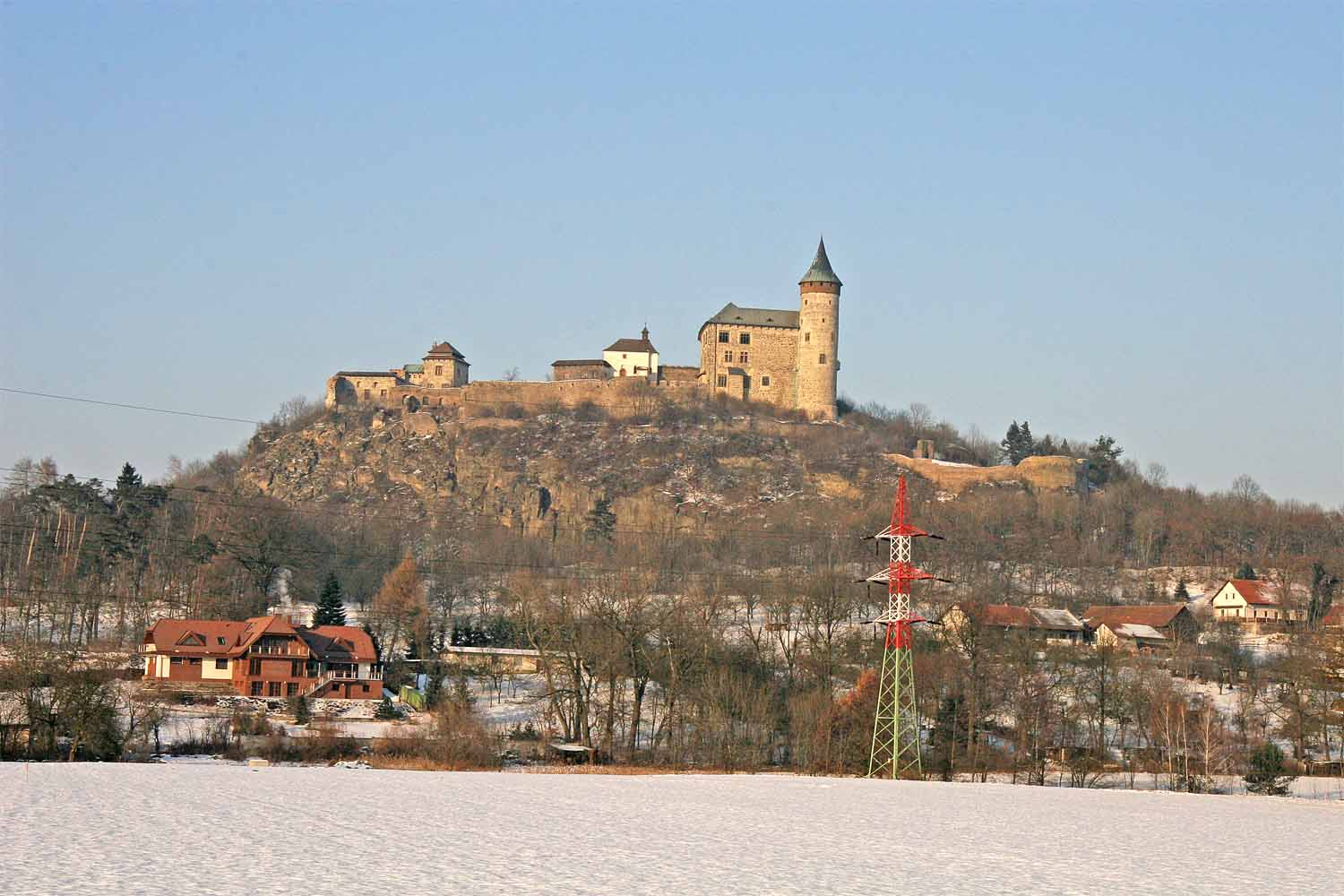
Blick von Ráby zur Kunburg

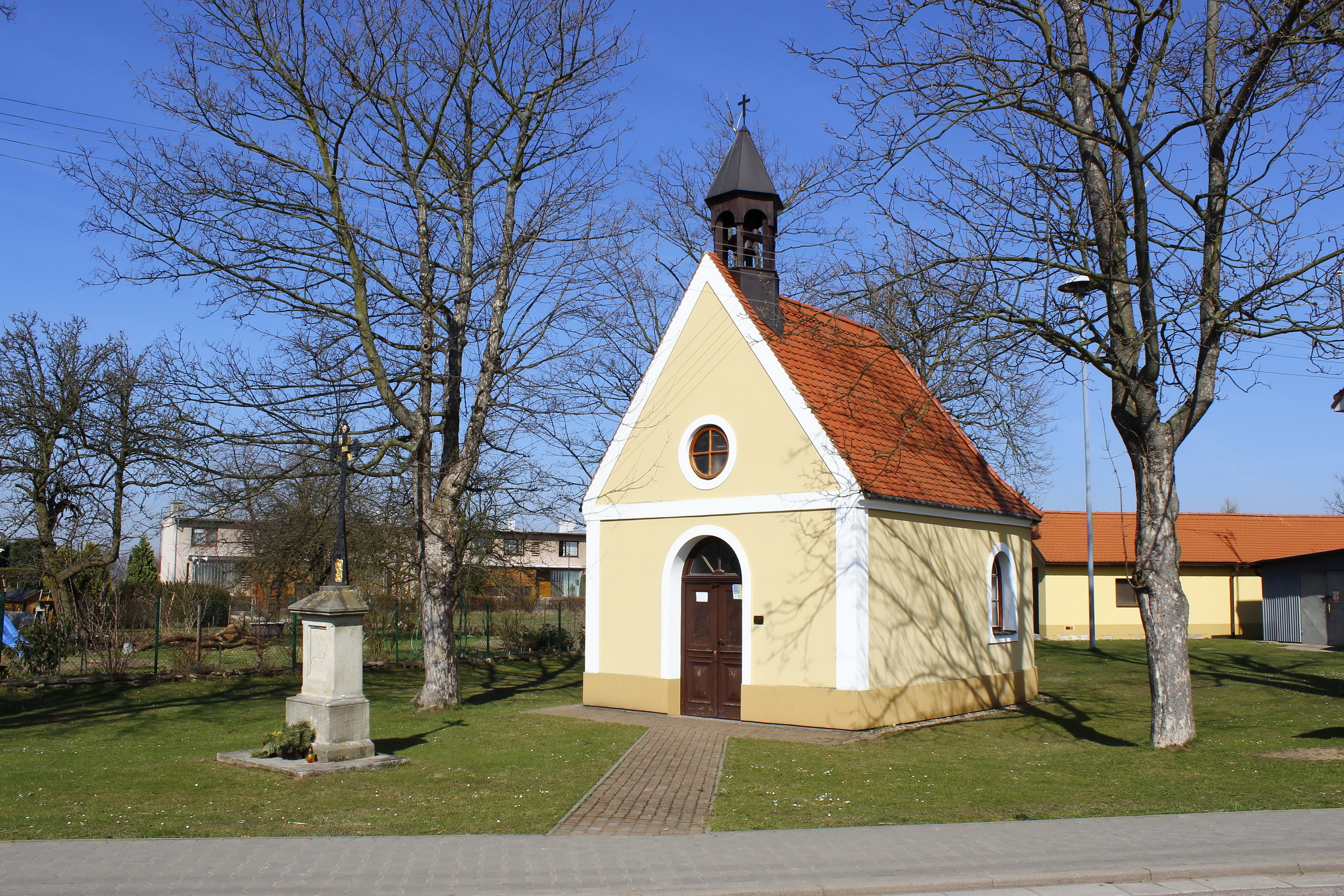
Kapelle des hl. Johannes von Nepomuk

Ráby (deutsch Raab) ist eine tschechische Gemeinde im Okres Pardubice mit zirka 560 Einwohnern und liegt 4,5 km nordöstlich des Stadtzentrums von Pardubice.

## Geographie
Ráby befindet sich rechtsseitig der Elbe in der Pardubická kotlina (Pardubitzer Becken). Das Dorf erstreckt sich am südlichen und südwestlichen Fuße der Kunětická hora (Kunietitzer Berg, 307 m n.m.) mit der gleichnamigen Burg. Östlich mündet die Loučná in die Elbe.
Nachbarorte sind Němčice im Norden, Kladivo und Dražkov im Nordosten, Lukovna und Kunětice im Osten, Počaply und Počapelské Chalupy im Südosten, Hůrka und Brozany im Süden, Nové Hradiště und Staré Hradiště im Südwesten, Psinek im Westen sowie Hradiště na Písku und Hrobice im Nordwesten.

## Geschichte
An der Stelle des Dorfes befanden sich ein ausgedehnter Fasan- und Damhirschgarten und der wahrscheinlich vom Benediktinerkloster Opatowitz Hof Podhůrský dvůr sowie ein Wirtshaus, eine Schmiede und ein Fasanjägerhaus. Nachdem der Hof 1538 niederbrannte, ließ Johann von Pernstein um 1540 ein kleines Jagdschlösschen erbauen, das ab 1693 als Jägerhaus Podhůrský dem königlichen Forstmeister als Wohn- und Amtssitz diente.
Im Zuge der Raabisation, einer nach dem unter Kaiserin Maria Theresia tätigen Hofrat Franz Anton Raab benannten Bodenreform, wurden seit den 1770er Jahren in der Kameralherrschaft Pardubitz auf emphyteutisierten Fluren zahlreiche neue Dörfer angelegt. Zwischen 1777 und 1778 entstand im aufgehobenen Hirschgarten das nach dem Hofrat benannte Dorf Raab. Die ersten 19 Siedler waren überwiegend tschechischsprachig, sie erhielten Parzellen am Hang des Kunietitzer Berges entlang des Weges zum Jägerhaus Podhůrský. Die Grundstücke wurden ihren Bewohnern zur freien Bewirtschaftung überlassen, dafür mussten sie Grundzins an den Grundherren abliefern. Später wurden noch preußische Einwanderer angesiedelt.
Im Jahre 1835 bestand das im Chrudimer Kreis gelegene Dominikaldorf Raab aus 30 Häusern, in denen 294 Personen, darunter eine jüdische Familie, lebten. Die anfänglich vorherrschende deutsche Sprache wurde nur noch wenig gesprochen. Im Ort gab es ein Forstamtsgebäude mit der Wohnung des herrschaftlichen Oberförsters. Zu Raab konskribiert war die Burgruine auf dem Kunietitzer Berg mit einer am Bergfuß gelegenen Bierschänke. Pfarrort war Kunietitz. Bis zur Mitte des 19. Jahrhunderts blieb Raab der k.k. Kameralherrschaft Pardubitz untertänig.
Nach der Aufhebung der Patrimonialherrschaften bildete Ráb ab 1849 einen Ortsteil der Gemeinde Kunětice im Gerichtsbezirk Pardubitz. Ab 1868 gehörte das Dorf zum politischen Bezirk Pardubitz. 1869 hatte Ráb 303 Einwohner und bestand aus 36 Häusern. In den 1870er Jahren löste sich Ráb von Kunětice los und bildete eine Gemeinde. Um die Schänke an der Auffahrt zur Burgruine bildete sich die Siedlung Kotek, die anteilig auch zu Němčice gehörte. 1882 ließ der Großindustrielle Richard von Drasche-Wartinberg, der die Grundherrschaft Pardubitz mit Kunburg im Jahr zuvor aus der väterlichen Erbmasse ausgekauft hatte, nördlich des Dorfes am Hang des Kunietitzer Berges das repräsentative Jagdschlösschen Ráby errichteten. Ab 1890 wurde Raaby als amtlicher Ortsname verwendet sowie Kotek, Kunětická hora und Kunětický lovčí dům als Ortsteile geführt. Der heutige Name Ráby wird seit Anfang des 20. Jahrhunderts verwendet. Im Jahre 1900 lebten in der Gemeinde 257 Menschen, 1910 waren es 232. 1930 hatte Ráby 255 Einwohner. Im Jahre 1949 wurde Ráby dem Okres Pardubice-okolí zugeordnet. Seit 1960 gehört die Gemeinde wieder zum Okres Pardubice. Zwischen 1961 und 1990 waren Kunětice und Němčice eingemeindet. Beim Zensus von 2001 lebten in den 146 Häusern von Ráby 551 Personen.

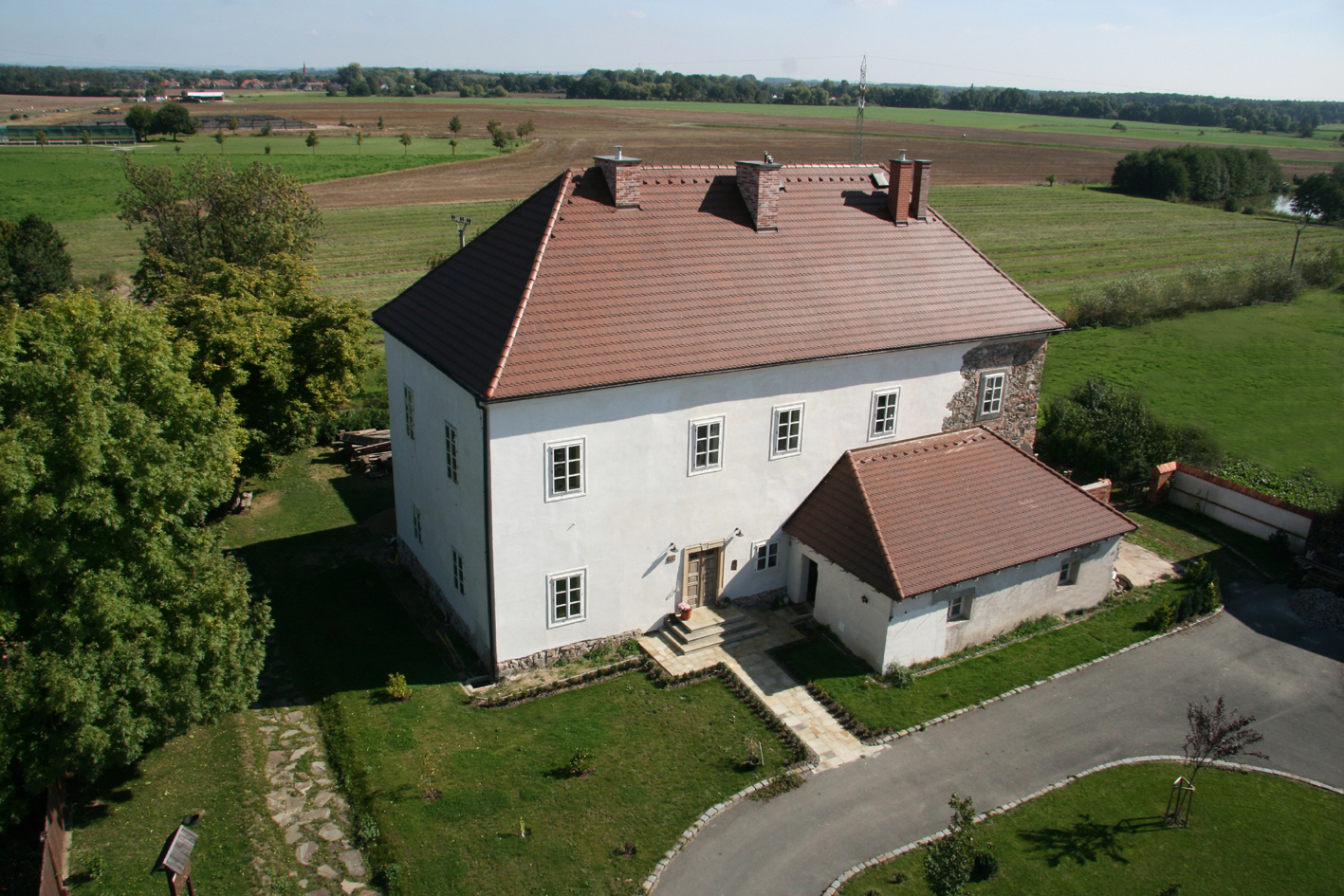
Jagdschloss der Herren von Pernstein

## Gemeindegliederung
Für die Gemeinde Ráby sind keine Ortsteile ausgewiesen. Grundsiedlungseinheiten sind Ráby und Zámeček. Der südlichste Teil des Dorfes bildet die zum Ortsteil Brozany der Gemeinde Staré Hradiště gehörige Grundsiedlungseinheit Brozany-u Ráb.

## Sehenswürdigkeiten
- Burg Kunětická Hora mit Burgkapelle der hl. Katharina
- Kapelle des hl. Johannes Nepomuk, errichtet vor 1820
- Renaissance – Jagdschloss der Herren von Pernstein aus der Mitte des 16. Jahrhunderts
- Jagdschlösschen Ráby (Perníková chaloupka), errichtet 1882 für Richard von Drasche-Wartinberg